# Feuerbohne
Die Feuerbohne oder Wollbohne, in Österreich Käferbohne genannt (Phaseolus coccineus), ist eine Pflanzenart aus der Gattung Phaseolus in der Unterfamilie der Schmetterlingsblütler (Faboideae) innerhalb der Familie der Hülsenfrüchtler (Fabaceae oder Leguminosae). Die leuchtend hellrote Blüte ist namensgebend für die Feuerbohne. Weitere Trivialnamen sind Prunkbohne, Blumenbohne, Schminkbohne, Türkische Bohne, Arabische Bohne oder die griechischen Gigantes. Diese Nutzpflanze ist nahe verwandt mit einer Reihe anderer „Bohnen“ genannter Feldfrüchte, darunter die kleinere Gartenbohne.

## Beschreibung, Inhaltsstoffe und Ökologie

### Erscheinungsbild und Blatt

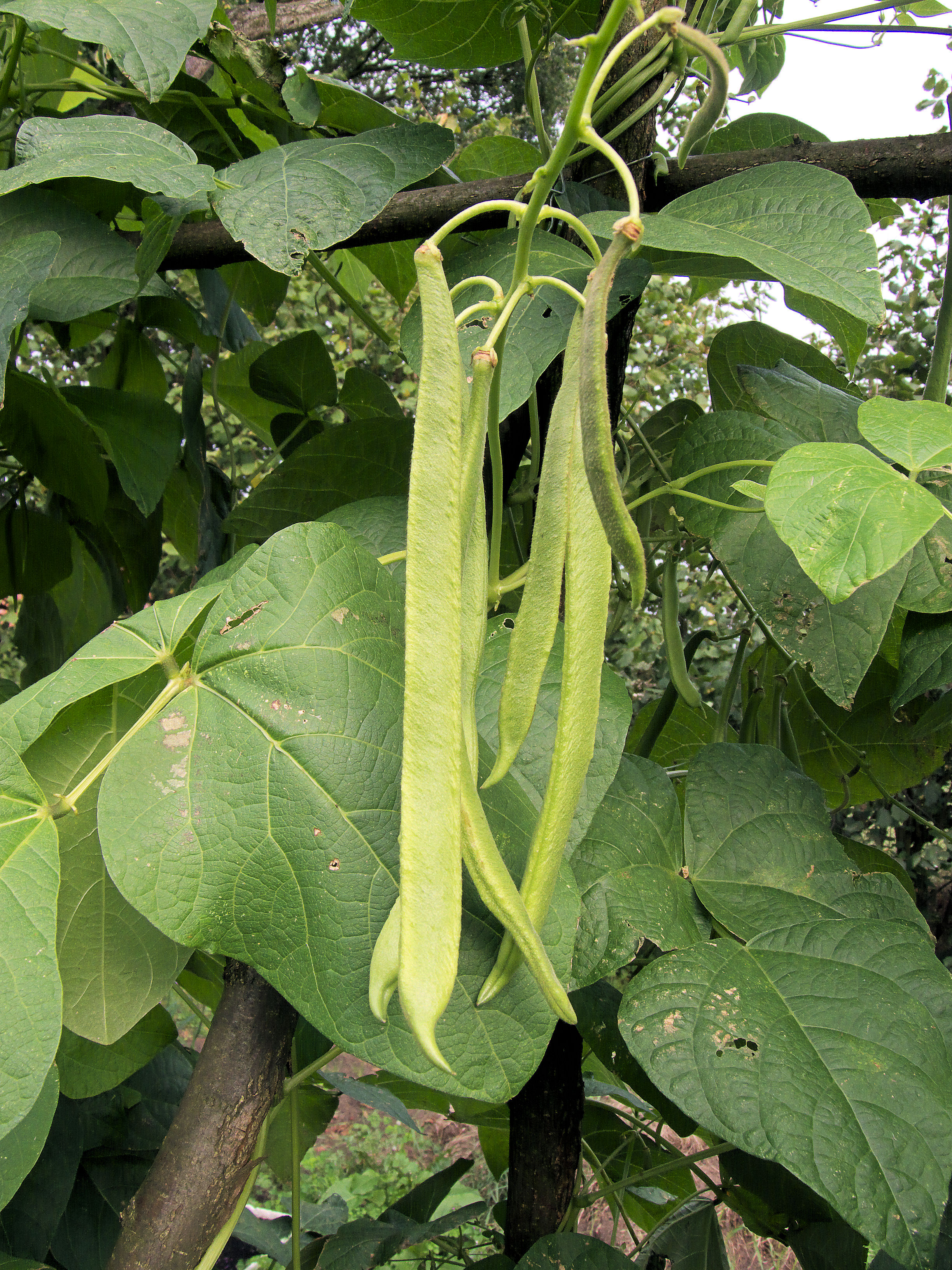
Laubblätter und Hülsenfrüchte

Die Feuerbohne wächst als linkswindende, meist einjährige, jedoch in frostfreien Gebieten auch zwei- und mehrjährige krautige Schlingpflanze. Die Feuerbohne ist eine Langtagpflanze. Die Keimblätter bleiben im Boden, ergrünen also nicht: hypogäische Keimung. Die Wurzel verdickt sich bei mehrjährigen Pflanzen zu einer im Durchmesser 2 bis 3 Zentimeter dicken, spindelförmigen Knolle. Der meist 2 bis 4, selten bis zu 7 Meter lange, im unteren Bereich runde und im oberen Bereich sechskantige Stängel ist wie bei der Gartenbohne stets linkswindend. Der Stängel ist anfangs schwach und kurz behaart und später verkahlend.
Die wechselständig und schraubig am Stängel verteilt angeordneten Laubblätter sind in Blattstiel und Blattspreite gegliedert. Der sechskantige Blattstiel besitzt oben eine Rinne. Der Blattstiel und die Fiederstiele besitzen Gelenke, welche über Turgor-Veränderungen funktionieren. Die Laubblätter führen ausgeprägte nyktinastische Bewegungen aus, bei Eintritt der Dunkelheit nehmen sie eine Schlafstellung ein. Die unpaarig gefiederte Blattspreite besteht aus drei Fiederblättern. Die relativ großen Fiederblätter sind breit-eiförmig. Von den relativ rauen Blattflächen ist die Oberseite deutlich behaart sowie glänzend dunkelgrün, und die Unterseite heller grün; Netznerven sind deutlich erkennbar. Der Blattrand ist glatt oder seltener schwach geschweift. Die auf der Blattunterseite vorhandenen Drüsenhaare geben ein kaliumkarbonathaltiges Sekret ab, das hygroskopisch wirkt, dies ermöglicht die Aufnahme von Wasser aus der Luft. Sowohl die Nebenblätter (Stipeln) als auch die Nebenblättchen (Stipellen) der Fiederblätter sind relativ klein sowie kurz-lanzettlich.

### Blütenstand und Blüte

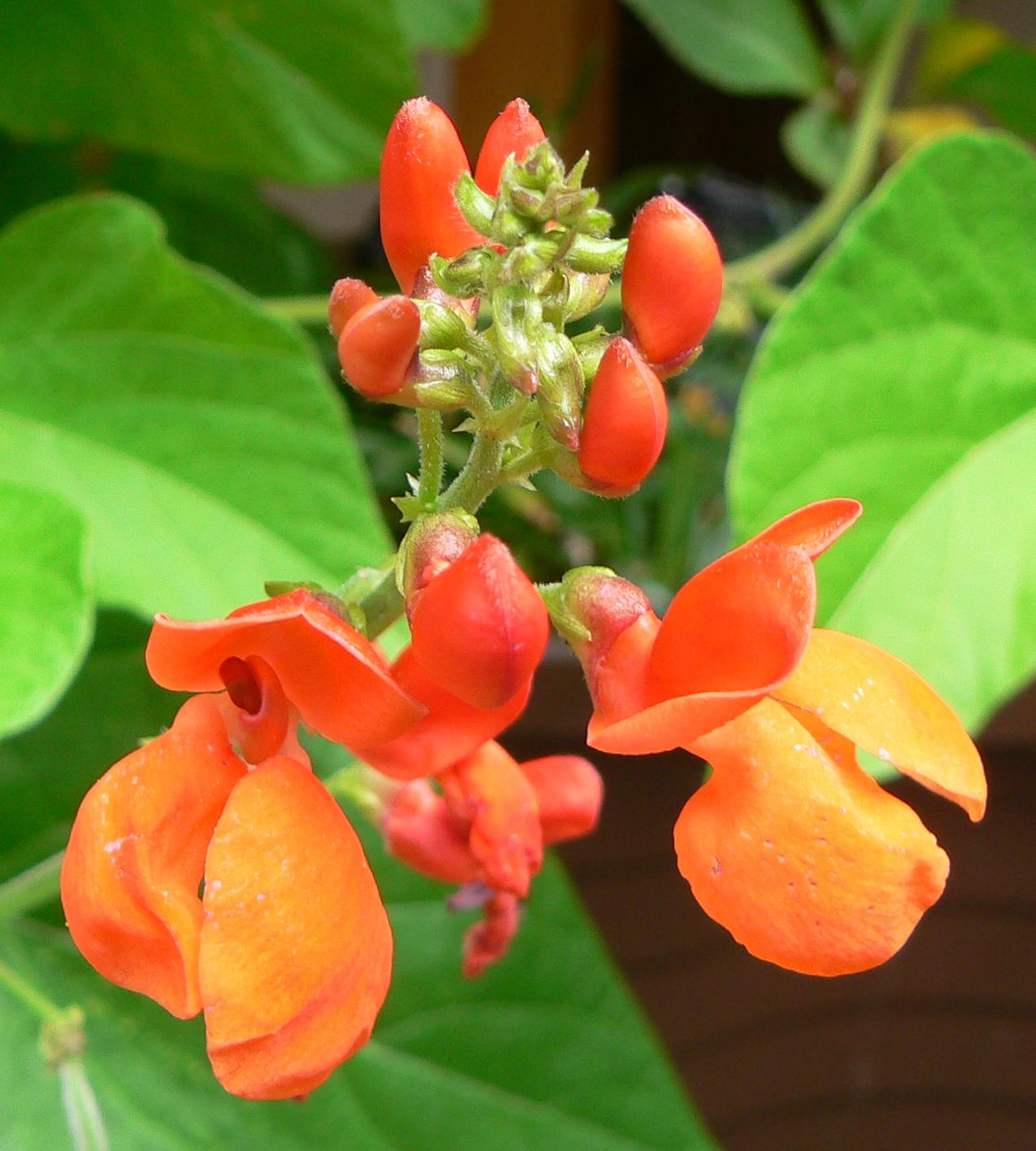
Blütenstand mit zygomorphen, aber nicht strikt symmetrischen Blüten

Die Blütezeit reicht von Juni bis September. Die Blütenstände sind bei einer Länge von 25 bis 35 Zentimeter meist länger als die Laubblätter. Die Blütenstände enthalten sechs bis zehn in den Achseln kleiner eiförmiger Tragblätter stehende Blütenpaare. Der Blütenstiel ist relativ lang. Die zwittrigen Blüten sind bei einer Höhe von 1,5 bis 3,0 Zentimeter leicht asymmetrisch zygomorph und fünfzählig mit doppelter Blütenhülle. Der Kelch besteht aus zwei Lippen und die oberen Kelchzähne sind deutlich kürzer als die anderen. Die kurze Fahne ist zurückgeschlagen. Die relativ großen Flügel sind breit. Schiffchen und Fruchtknoten sind schraubig eingerollt. Der relativ kurze Griffel ist dick. Blütenökologisch handelt es sich bei der Feuerbohne um Pollen-Schmetterlingsblumen mit Bürstenmechanismus, so dass der Bestäubungsmechanismus nur von großen Apidae ausgelöst werden kann. Die Blüten sind selbststeril.

### Frucht und Samen
Die Hülsenfrüchte sind bis zu 25 cm lang. Die nierenförmigen Samen sind bis 2,5 cm lang und meistens braun, rot, schwarz und violett gescheckt oder bei manchen Sorten vollständig weiß. Bei den Kulturformen bleiben die Hülsenfrüchte meist geschlossen, die Wildformen verbreiten sich als Austrocknungsstreuer. Die Samen enthalten 18,4 % Rohprotein, 1,8 bis 2,9 % Rohfett, 4,4 % N-freie Extraktstoffe, 6,8 % Rohfaser, 3,8 % Asche sowie 15,0 % Wasser.

### Chromosomenzahl
Die Chromosomenzahl beträgt 2n = 22.

## Vorkommen
Die Feuerbohne hat nach ILDIS ihr Ursprungsgebiet in Mexiko bis Nicaragua.

## Taxonomie
Die Feuerbohne wurde 1753 von Carl von Linné in Species Plantarum Band 2, Seite 724 als Phaseolus coccineus erstbeschrieben.

## Anbau und Verwendung
Die Feuerbohne stammt aus Amerika und wurde im 17. Jahrhundert nach Europa gebracht. Da die Feuerbohne Kälte besser toleriert als die Gartenbohne, ist sie heute von Nord- bis Südeuropa anzutreffen und wird auch in höheren Lagen in Österreich kultiviert.
In Mitteleuropa wird die Feuerbohne als einjährige Pflanze kultiviert; sie kann in Ländern mit milderem Klima mehrjährig sein. In Europa werden Feuerbohnen vielfach als Zierpflanzen gepflanzt. Zur Nahrungserzeugung kultiviert man die Feuerbohne wegen ihrer Wuchshöhe meist an 4 bis 5 Meter langen Stangen, die zur besseren Stabilität zeltförmig gegeneinander gestellt und miteinander verbunden werden. Manchmal werden die Bohnen auch mit Mais gemeinsam angebaut, wobei die Maispflanzen die Stangen ersetzen. Diese Methode ist mit weniger Aufwand verbunden, da die Ernte mit einem Mähdrescher vollzogen werden kann. Danach muss die Ernte jedoch sortiert werden.
Die Blüten, die jungen Hülsenfrüchte und die getrockneten Samen werden als Nahrungsmittel genutzt. Die rohen Bohnen enthalten rund 1,2 % gesundheitsschädliche Lektine und sind daher giftig. Durch Erhitzen auf mindestens 75 °C wird die Struktur dieses Giftes zerstört, sodass gekochte Bohnen bedenkenlos verzehrt werden können.

### Käferbohne
Die Käferbohne ist violett bis schwarz gesprenkelt. Im Jahr 2016 wurde die Steirische Käferbohne auch von der EU als Geschützte Ursprungsbezeichnung anerkannt. Als Spezialität gilt in der österreichischen Steiermark der Käferbohnensalat aus den gekochten Samen mit frischen Zwiebelscheiben, Essig und steirischem Kürbiskernöl. Auch sonst wird die Käferbohne in der Steiermark traditionell gerne verwendet und findet sich auf jedem Bauernmarkt.

### Gigantes
Die „Fasolia Gigantes“ (griechisch φασόλια γίγαντες ‚Riesenbohnen‘) sind weiß blühende griechische Sorten der Feuerbohne mit geschützter geografischer Bezeichnung. Die reifen Bohnen sind weiß bis hellbraun und bis zu 2,5 Zentimeter lang. Sie werden im Norden Griechenlands in den Regionen Kato Nevrokopi, Florina und Kastoria angebaut. In der griechischen Küche spielt sie eine wichtige Rolle, dort kennt man vielfache Zubereitungsarten der jungen grünen Hülsen und der getrockneten Bohnensamen.
Aus Griechenland, anderen mediterranen Ländern und Nordafrika kommen schon früh im Jahr die frischen flachen Hülsen als „grüne Bohnen“ oder „breite Bohnen“ auf den Markt, die sich anhand der Größe und der raueren Haut von den Hülsen der Gartenbohne unterscheiden lassen.

## Fotos

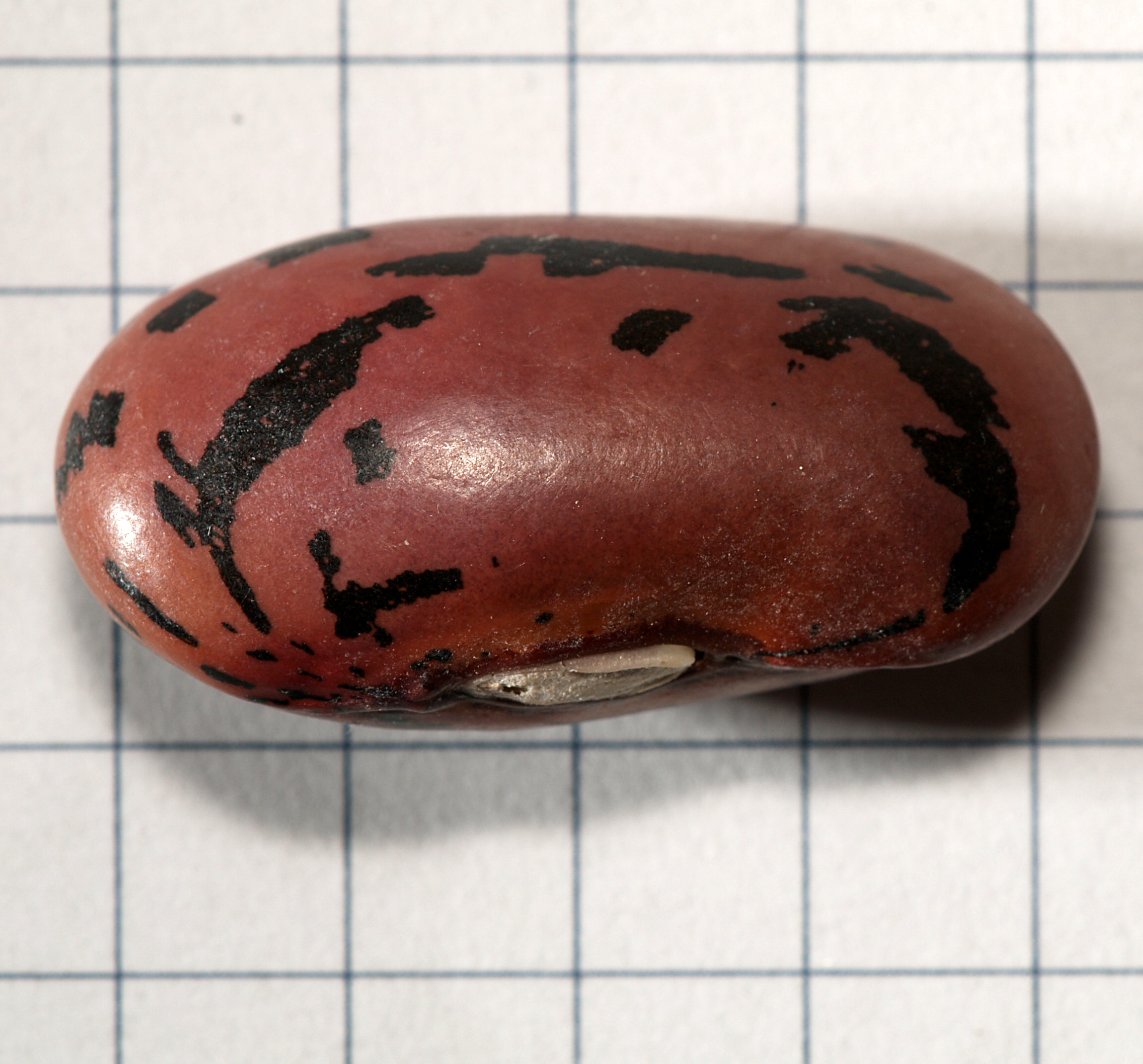
Samen
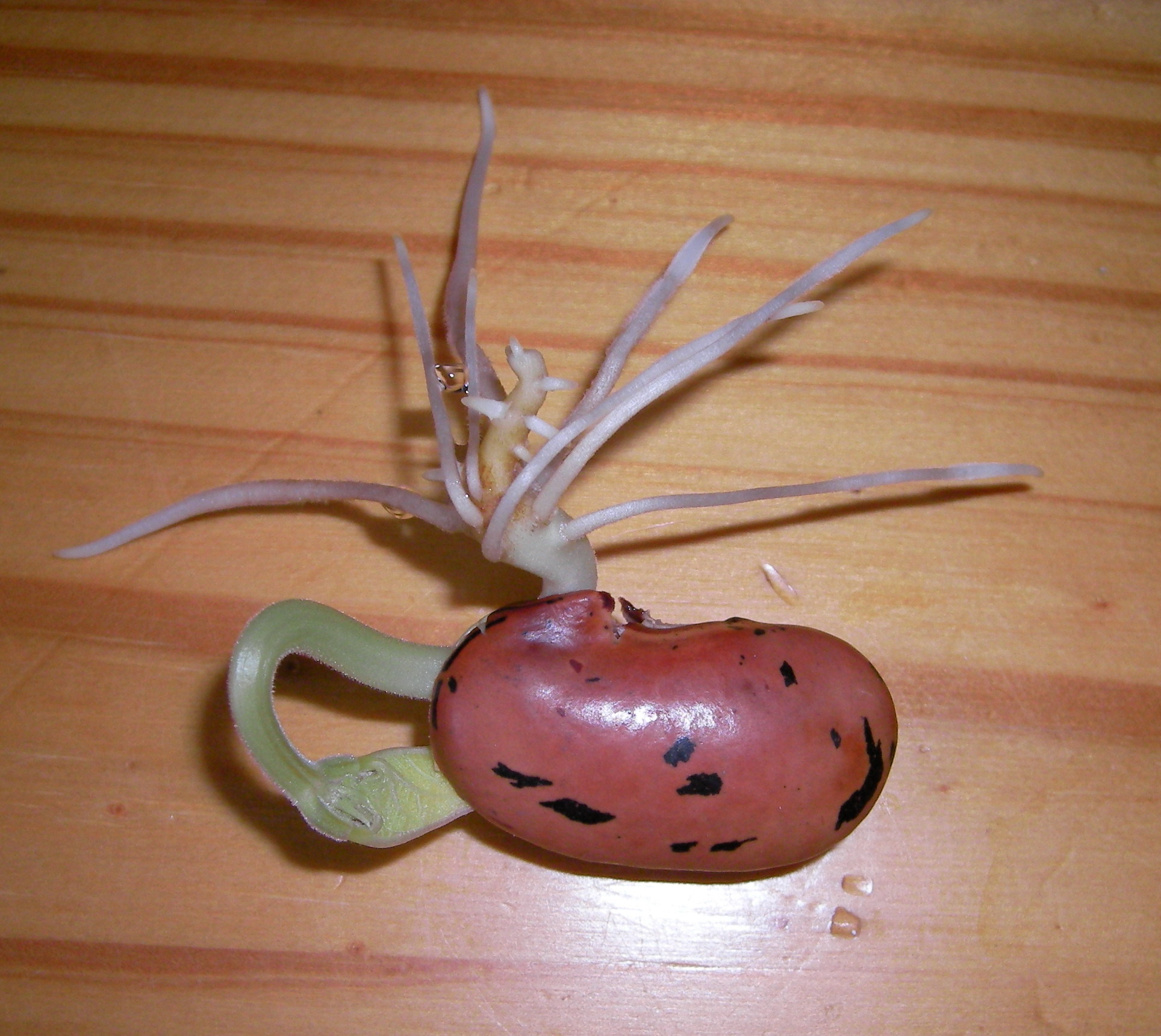
Hypogäische Keimung
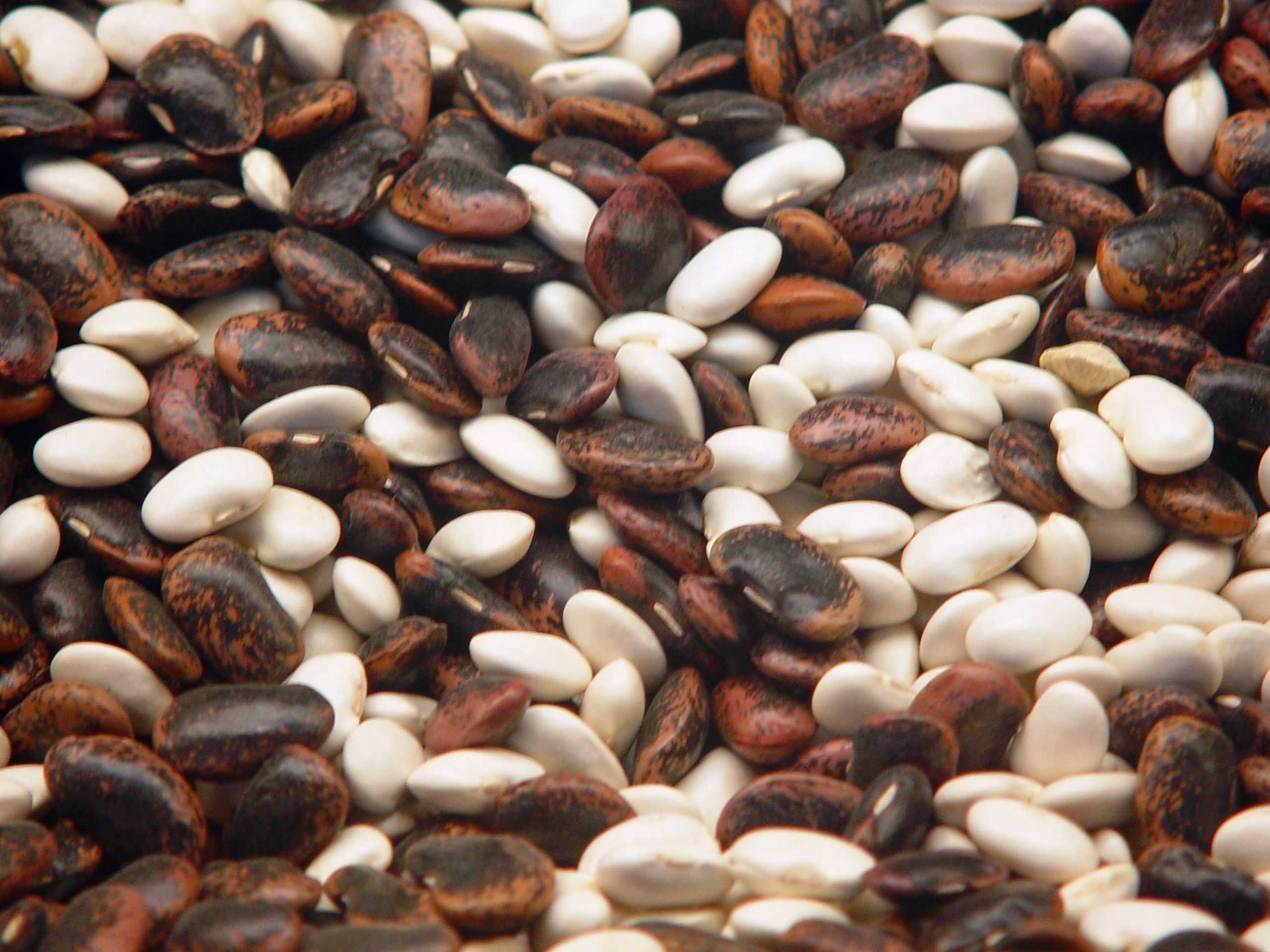
Samen zweier Sorten
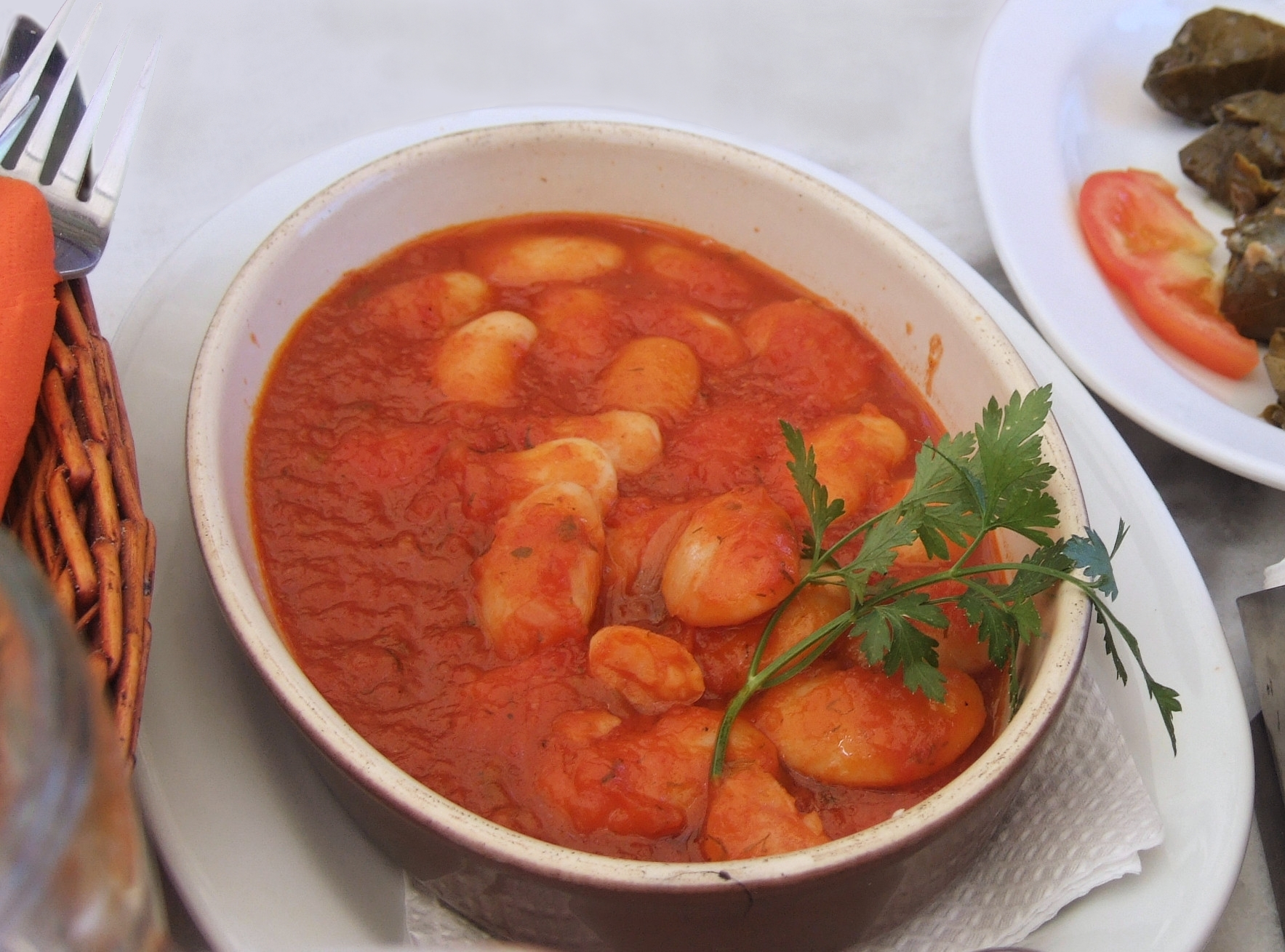
Gigantes als Vorspeise in einer Sauce aus Tomaten, Karotten und Olivenöl
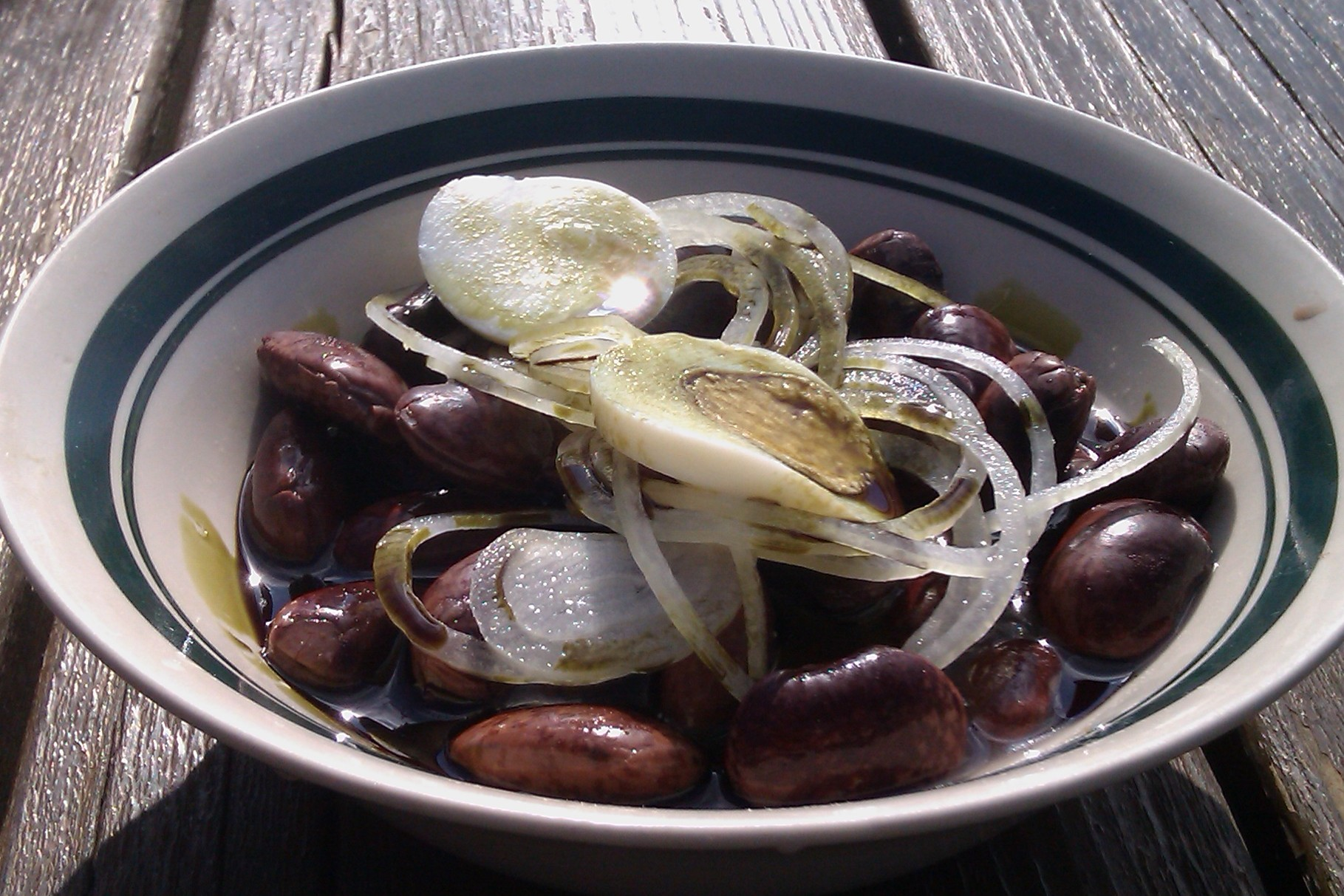
Käferbohnensalat: Käferbohnen, Kürbiskernöl, Apfelessig, Zwiebel